# Elba Prima (traghetto)
L'Elba Prima è stato un traghetto, appartenuto alla compagnia di navigazione italiana Moby Lines dal 1967 al 2007.

## Servizio
Varato il 10 marzo 1962 nei cantieri navali tedeschi Husumer Schiffswerft di Husum con il nome di Gotlänningen e consegnato il 26 maggio successivo alla svedese Rederi AB Nördo, prende servizio il 31 maggio sui collegamenti tra Oxelösund, Klintehamn e Oskarshamn.

Il Gotlänningen in arrivo a Gotland nel 1962.

Nell'estate del 1964 viene aggiunto alla rotta precedente uno scalo intermedio a Grankullavik.
Nell'estate del 1965 opera sulla rotta Oskarshamn-Klintehamn e sulla Oxelösund-Kappelshamn, mentre in inverno viene posto in disarmo come riserva.
Nell'estate del 1966 opera sulla Oxelösund-Visby-Grankullavik, mentre durante l'inverno viene di nuovo posto in disarmo nel porto di Oskarshamn come riserva.
Nel gennaio del 1967 viene venduto all'italiana Nav.Ar.Ma Lines, che lo ribattezza Elba Prima e dal 4 aprile dello stesso anno lo inserisce sulla rotta Piombino-Portoferraio.
Nel corso degli anni viene impiegato anche sulle rotte per Bastia da Livorno, Piombino e Porto Santo Stefano e tra Santa Teresa di Gallura e Bonifacio.
Dal 20 marzo 1997, diventato ormai obsoleto per quella rotta e con l'imminente entrata in servizio del nuovo acquisto Moby Ale, l'Elba Prima inizia ad essere impiegato esclusivamente per il trasporto di merci pericolose tra Piombino e Portoferraio.
Nel maggio del 2007 viene venduto alla compagnia Theron Naviagation SA, con sede alle Isole Marshall, issando bandiera panamense e venendo ribattezzato Prima.
Pochi mesi dopo viene disarmato nel porto di Drapetsona.
A giugno del 2008 viene venduto al cantiere di demolizione Bereket Ithalat-Ihracat di Aliağa, dove viene successivamente spiaggiato il 16 giugno.